# Фабріціо Делла Фйорі
Фабріціо Делла Фйорі (італ. Fabrizio Della Fiori, 1 вересня 1951) — італійський баскетболіст.
Учасник Олімпійських Ігор 1976, 1980 років.
Бронзовий призер Чемпіонату Європи 1975 року.
Бронзовий призер Юнацького чемпіонату Європи (U-18) 1970 року.
Срібний призер Олімпійських ігор 1980 року.